# Spallanzani (cratera marciana)
Spallanzani é uma cratera de impacto no quadrângulo de Hellas, em Marte. Ela se localiza a 64.6º latitude sul e 273.7° longitude oeste, possui 72.5 km em diâmetro e recebeu este nome em honra a Lazzaro Spallanzani, um biólogo italiano.